# Hirolaantilop
Hirolaantilopen (Beatragus hunteri eller Damaliscus hunteri) är en art i underfamiljen ko-, lyr- och gnuantiloper som lever i östra Afrika. Tidigare listades djuret som en underart till arten topi men idag räknas den vanligen som egen art. Epitet till det vetenskapliga namnet syftar på den engelska storviltjägaren Henry Charles Vicars Hunter (1861-1934). Hirola är artens namn i antilopens levnadsområde. Djuret kallas på engelska ibland "four-eyed antelope" på grund av två stora svarta körtelöppningar som sitter framför ögonen. 

## Kännetecken
Med en mankhöjd på cirka 100 centimeter är den ungefär lika stor som andra arter i underfamiljen men kroppen tycks vara spensligare. Vikten ligger mellan 80 och 110 kilogram. Pälsens färg är gulbrun och mellan öronen finns en vit strimma. Även delar av svansen är vit. Hornen är vid basen inte sammanvuxna som hos andra arter i underfamiljen. På så sätt liknar hornen mer impalans horn. Hornens form påminner om en lyra.

## Levnadssätt
Hirolantilop lever i flockar av ungefär 25 individer. Den föredrar savanner med några buskar. Flocken består av en dominant hanne och flera honor. Unga hannar som inte nått könsmogenheten bildar egna grupper. Utbredningsområdet täcker bara en mindre region vid gränsen mellan Kenya och Somalia.

## Hot
IUCN listar arten som akut hotad (critically endangered). Fram till 1970-talet fanns ett större bestånd av ungefär 15 000 individer. Sedan dess minskade populationen oroväckande och 1996 uppskattades beståndet med endast 400 antiloper. Orsaken utgörs av torra perioder, olaglig jakt och konkurrensen med boskapsdjur.